# Ramphia alboirrorata
Ramphia alboirrorata är en fjärilsart som beskrevs av Embrik Strand 1917. Ramphia alboirrorata ingår i släktet Ramphia och familjen nattflyn. Inga underarter finns listade.